# Spinomantis beckei
A Spinomantis beckei  a kétéltűek (Amphibia) osztályába és  a békák (Anura) rendjébe, az aranybékafélék (Mantellidae) családjába tartozó faj. 

## Előfordulása
Madagaszkár endemikus faja. A típusfajt a sziget délkeleti részén, az Andohahela Nemzeti Parkban, 1650 m-es tengerszint feletti magasságban figyelték meg.

## Természetvédelmi helyzete
A vörös lista jelenleg nem tartja nyilván.